# 朗贝萨尔
朗贝萨尔（法語：Lambersart，法語發音：[lɑ̃bɛʁsaʁ]）是法国上法蘭西大區北部省的一个市镇，属于里尔区和里尔欧洲都会区。

## 地理
朗贝萨尔（50°38'58"N, 3°1'27"E）面积6.16 平方千米，位于法国上法蘭西大區北部省，该省份为法国最北部的省份及最长的省份，西北濒北海，西接加来海峡省，南至埃纳省和索姆省，东与比利时接壤。
与朗贝萨尔接壤的市镇（或旧市镇、城区）包括：韦尔兰盖姆、里尔、隆普雷、圣安德烈莱里尔。
朗贝萨尔的时区为UTC+01:00、UTC+02:00（夏令时）。

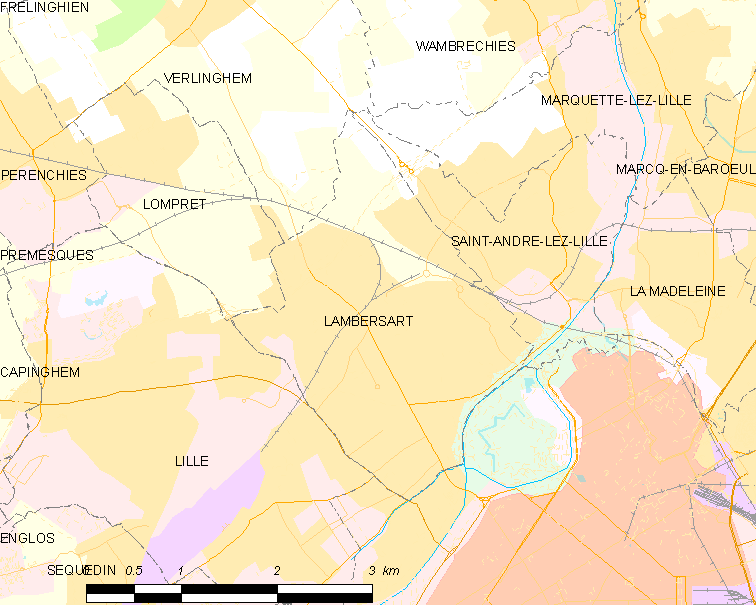
朗贝萨尔的OSM定位图

## 行政
朗贝萨尔的邮政编码为59130，INSEE市镇编码为59328。

## 政治
朗贝萨尔所属的省级选区为朗贝萨尔县。

## 人口

1962-2008年间朗贝萨尔人口变化图示

朗贝萨尔于2022年1月1日时的人口数量为27105人。